# Семюел Вінс

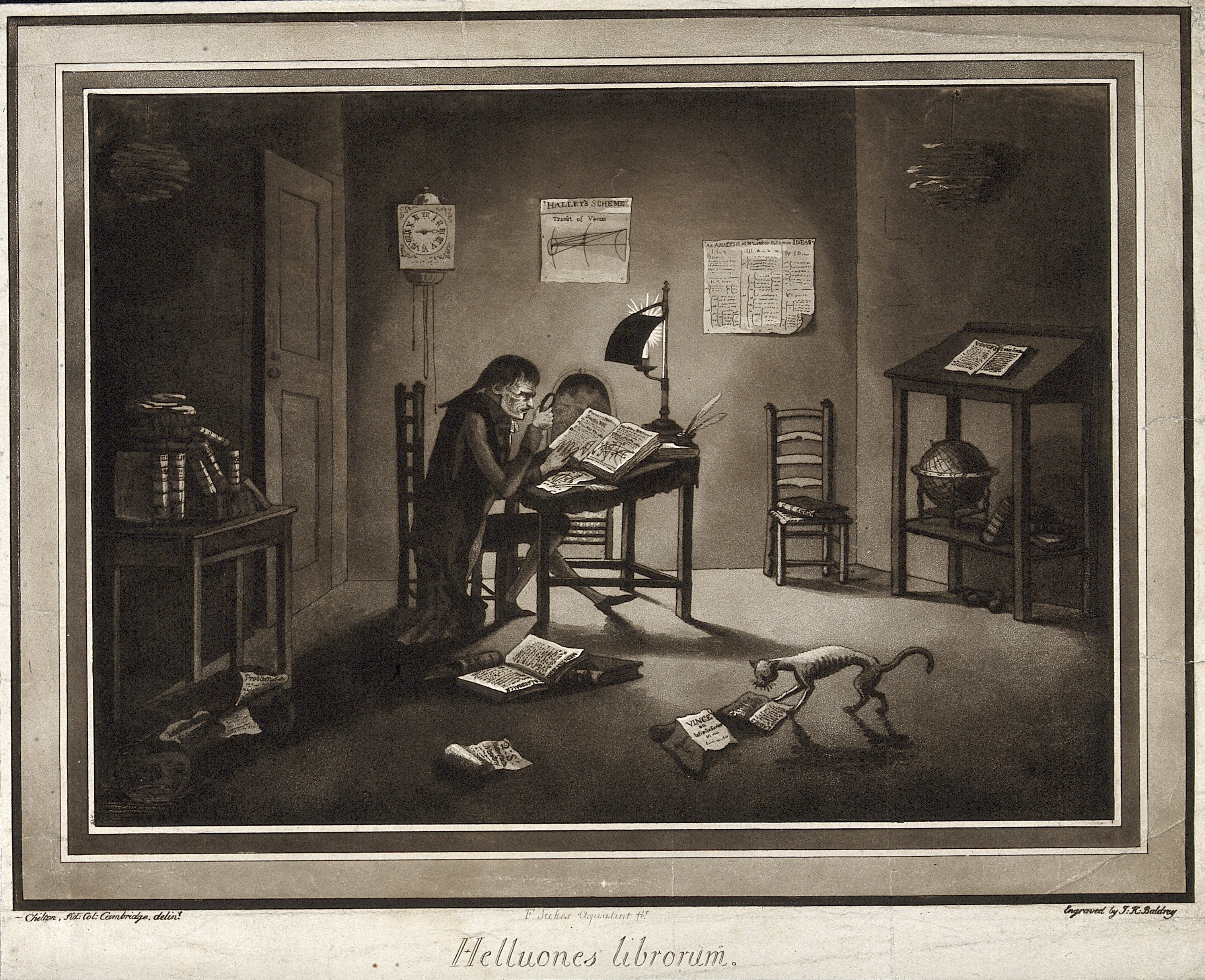
Семюел Вінс у Кембриджі

Се́мюел Вінс (англ. Samuel Vince FRS; 6 квітня 1749 — 28 листопада 1821) — англійський священнослужитель, математик і астроном Кембриджського університету.

## Життєпис
Семюел Вінс народився у Фрессінгфілді. Був сином штукатура і працював з батьком до 12 років, але привернув увагу священнослужителя, який подбав про те, щоб він вступив до закладу вищої освіти. У 1771 році Вінс був прийнятий на пільгових умовах щодо оплати за навчання до Кіз-коледжу у 1771. У 1775 році він став cтаршим фахівцем (англ. Senior Wrangler) і лауреатом Премії Сміта у Кембриджі. У 1777 році він продовжив навчання у Сідні-Сассекс-коледжі, у 1778 році здобув ступінь магістра та був висвячений у священики у 1779 році. Він був серед семи членів цього коледжу, які вступили у Товариство боротьби за скасування работоргівлі у 1787 році.
Семюел Вінс був нагороджений медаллю Коплі у 1780 році і був на посаді плюміанівського професора астрономії та експериментальної філософії у Кембриджі від 1796-го і аж до кінця життя. Він став архідияконом Бедфорда у 1809. Помер у 1821 році в Рамсгейті.

## Праці
За статтю під назвою An investigation of the Principles of Progressive and Rotatory Motion («Дослідження принципів поступального та обертового руху», 1780)", надруковану у Philosophical Transactions він у 1780 році отримав медаль Коплі
Як математик, Вінс публікувався з різносторонніх аспектів своїх досліджень, зокрема про логарифми та уявні числа. Його праці Observations on the Theory of the Motion and Resistance of Fluids («Спостереження з теорії руху та опору рідин», 1795) і Experiments upon the Resistance of Bodies Moving in Fluids («Досліди з опору тіл, що рухаються в рідинах», 1798) відіграли у подальшому значну роль у розвитку авіації. Він також був автором впливової монографії A Complete System of Astronomy («Повна система астрономії» у 3-х томах, 1797—1808).
Вінс також опублікував памфлет The Credibility of Christianity Vindicated, In Answer to Mr. Hume's Objections; In Two Discourses Preached Before the University of Cambridge by the Rev. S. Vince («Виправдана довіра до християнства, у відповідь на заперечення пана Юма; У двох проповідях, виголошених перед Кембриджським університетом преподобним С. Вінсом»). У цій праці Вінс створив апологію християнської релігії та, як Чарлз Беббідж, намагався представити раціональні аргументи на користь віри у дива проти критики Девіда Юма. Рецензію на цю роботу з прямими цитатами можна знайти виданні The British Critic, Том 12, 1798.